# Vịt đầu trắng

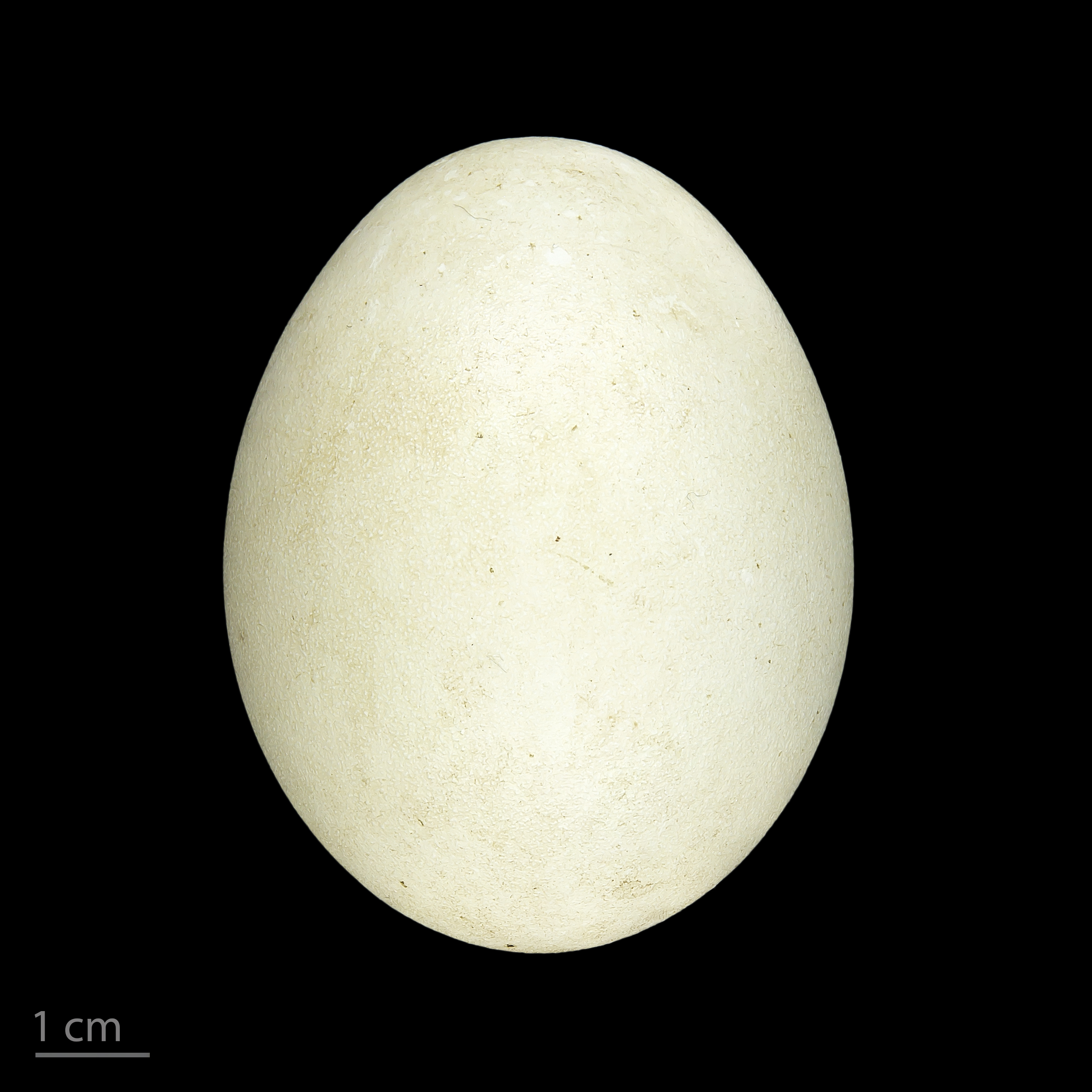
Oxyura leucocephala

Vịt đầu trắng (danh pháp hai phần: Oxyura leucocephala) là một loài chim trong họ Vịt.
Con trống trưởng thành có thân hình màu xám và đỏ, mỏ màu xanh và phần lớn màu trắng với mũ và cổ màu đen. Con cái trưởng thành có cơ thể màu nâu xám với khuôn mặt trắng và hóa đơn tối hơn, mũ lưỡi trai và sọc má. Chiều dài là 43–48 cm và trọng lượng là 580-750 g.
Loài vịt này sinh sống ở Tây Ban Nha và Bắc Phi, với số lượng lớn hơn ở miền tây và trung Á. Môi trường sinh sản của chúng là những vùng nước rộng lớn, như hồ và ao bao gồm các vùng nước nhân tạo, với những cây thủy sinh dày đặc để cung cấp nơi trú ẩn và làm tổ. Các cá thể được ghi nhận khá thường xuyên ở phía bắc phạm vi sinh sản của chúng, nhưng cũng như nhiều loài chim hoang dã, tình trạng của các hồ sơ ngoại bào này bị che mờ bởi khả năng thoát khỏi các bộ sưu tập.